# Roberto Miranda
Pour les articles homonymes, voir Lopes.
Roberto Lopes de Miranda ou Roberto Miranda (né à São Gonçalo le 31 juillet 1943) est un footballeur brésilien qui évoluait au poste d'attaquant.

## Biographie
Il a joué pour le Botafogo FR de 1962 à 1972, pour le CR Flamengo en 1972 et 1973 et pour le SC Corinthians en 1974 et 1975.
Roberto Miranda est le 9e meilleur buteur de l'histoire du Botafogo FR, avec 154 buts en 352 matches. 
Avec la sélection brésilienne, il a joué 12 matches officiels, marquant 6 buts entre 1968 et 1972.
Il a notamment gagné le championnat de l'État de Rio de Janeiro en 1962, 1967 et 1968 et le tournoi Rio-São Paulo de 1964 et 1966, avec le Botafogo. 
Il a également gagné la coupe du monde de football de 1970 avec l'équipe du Brésil.

## Carrière
- 1962-1972 :  Botafogo FR
- 1972 :  CR Flamengo
- 1973-1976 :  SC Corinthians
- 1976 :  America FC (Rio de Janeiro)